# (2867) Šteins
2867 Šteins és un petit asteroide del cinturó principal d'asteroides, que va ser descobert el 4 de novembre de 1969 per N.S. Txernikh. Anomenat així per l'astrònom soviètic (letó) Kārlis Šteins.
Segons els últims estudis (observatori Europeu Austral), Šteins és un E-tip d'asteroide, amb un diàmetre aproximat de 4,6 km. L'anàlisi de la corba de llum de la sonda espacial Rosetta ha demostrat que Šteins té un període de rotació d'aproximadament 6 hores, és de forma irregular, i no té satèl·lits. El 5 de setembre de 2008 l'esmentada sonda espacial Rosetta va sobrevolar Šteins a una distància de 800 km, a una velocitat relativament lenta de 8,6 km/s. Aquest va ser el primer dels dos sobrevols a asteroides que farà la sonda. El segon és a l'asteroide (21) Lutècia, el 2010.